# Mohammed Aman
Mohammed Aman Geleto, né le 10 janvier 1994 à Assella, est un athlète éthiopien, spécialiste du 800 mètres.

## Biographie
Il remporte les Championnats d'Afrique juniors de 2009 et se classe deuxième des Jeux olympiques de la jeunesse d'été de 2010.
En 2011, Mohammed Aman conserve son titre continental lors des Championnats d'Afrique juniors de Gaborone, et s'adjuge par ailleurs la médaille d'argent du 800 mètres lors des Championnats du monde cadets de 2011 (1 min 44 s 68) derrière le Kényan Leonard Kosencha, auteur de la meilleure performance cadet de tous les temps avec 1 min 44 s 08. Sélectionné à 17 ans seulement pour les Championnats du monde de Daegu, en août 2011, Mohammed Aman termine huitième de la finale du 800 mètres, en 1 min 45 s 93, après avoir réalisé 1 min 44 s 57 en demi-finale. 
En septembre 2011, lors du meeting de Rieti, Mohammed Aman se classe 3e de la course et améliore le record d'Éthiopie du 800 m, à seulement dix-sept ans, dans le temps de 1 min 43 s 37. Une semaine plus tard, il remporte le meeting de Milan où il devance avec le temps de 1 min 43 s 50, le champion du monde kényan David Rudisha, invaincu sur la distance depuis 2009, deuxième de la course en 1 min 43 s 57.
Il dispute ses premières compétitions « indoor » en 2012. Aux championnats du monde en salle d'Istanbul, Mohammed Aman devient, à dix-huit ans seulement, le plus jeune champion du monde masculin en s'imposant en finale du 800 m en 1 min 48 s 36, devant le Tchèque Jakub Holuša et le Britannique Andrew Osagie. Sixième des Jeux olympiques de Londres, où il porte son record personnel à 1 min 43 s 20, il remporte la Ligue de diamant 2012 en s'imposant notamment lors du dernier meeting de la saison, au Weltklasse Zurich. Auteur d'un nouveau record personnel en 1 min 42 s 53, il devance une nouvelle fois David Rudisha.
Lors des championnats du monde 2013, à Moscou, profitant du forfait sur blessure de David Rudisha, Mohammed Aman remporte le titre du 800 m dans le temps de 1 min 43 s 31, devant l'Américain Nick Symmonds et le Djiboutien Ayanleh Souleiman. 
En mars 2014, il devient le troisième athlète après Paul Ereng et Abubaker Kaki à conserver son titre mondial « indoor » du 800 m en remportant la finale des championnats du monde en salle, à Sopot en Pologne, en 1 min 46 s 36, devant le Polonais Adam Kszczot et le Britannique Andrew Osagie. 
Le 19 mars 2016, Aman échoue au pied du podium des championnats du monde en salle de Portland du 800 m en 1 min 47 s 97. Il est devancé par l'Américain Boris Berian (1 min 45 s 83), le Burundais Antoine Gakeme (1 min 46 s 65) et le second américain Erik Sowinski (1 min 47 s 22).

## Palmarès

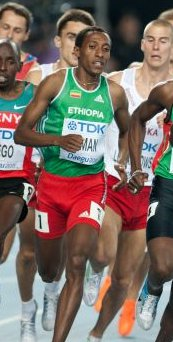
Mohammed Aman en 2011 lors des Championnats du monde de Daegu

| Date | Compétition                    | Lieu             | Résultat | Temps         |
| ---- | ------------------------------ | ---------------- | -------- | ------------- |
| 2009 | Championnats d'Afrique juniors | Bambous          | 1er      | 1 min 48 s 82 |
| 2011 | Championnats d'Afrique juniors | Gaborone         | 1er      | 1 min 46 s 62 |
| 2011 | Championnats du monde cadets   | Lille            | 2e       | 1 min 44 s 68 |
| 2011 | Championnats du monde          | Daegu            | 8e       | 1 min 45 s 93 |
| 2012 | Championnats du monde en salle | Istanbul         | 1er      | 1 min 48 s 36 |
| 2012 | Jeux olympiques                | Londres          | 6e       | 1 min 43 s 20 |
| 2012 | Ligue de diamant               | Ligue de diamant | 1er      | détails       |
| 2013 | Championnats du monde          | Moscou           | 1er      | 1 min 43 s 31 |
| 2013 | Ligue de diamant               | Ligue de diamant | 1er      | détails       |
| 2014 | Championnats du monde en salle | Sopot            | 1er      | 1 min 46 s 40 |
| 2014 | Championnats d'Afrique         | Marrakech        | 2e       | 1 min 48 s 74 |
| 2014 | Coupe continentale             | Marrakech        | 2e       | 1 min 45 s 34 |
| 2016 | Championnats du monde en salle | Portland         | 4e       | 1 min 47 s 97 |
| 2017 | Championnats du monde          | Londres          | 6e       | 1 min 46 s 06 |
| 2018 | Championnats du monde en salle | Birmingham       |          |               |

## Records
| Épreuve       | Performance        | Lieu       | Date             |
| ------------- | ------------------ | ---------- | ---------------- |
| 800 m         | 1 min 42 s 37 (RN) | Bruxelles  | 6 septembre 2013 |
| 800 m (salle) | 1 min 44 s 52      | Birmingham | 15 février 2014  |